# Sultanpur
Sultanpur (Hindi: सुल्तानपुर, urdú: سلطان پور) és una ciutat i municipalitat d'Uttar Pradesh, capital del districte de Sultanpur, a la riba dreta del riu Gomti a 26° 15′ N, 82° 05′ E / 26.250°N,82.083°E. Consta al cens del 2001 amb una població de 100.085 habitants, i un segle abans, el 1901, eren 9.550 habitants.

## Història
La llegenda diu que fou fundada per Kusa, fill de Rama i va portar el nom de Kusabhavanpur. Fou conquerida pels musulmans per un sultà de nom Ala al-Din, que podria ser Ala al-Din Muhammad Shah I Khalji (1296-1316), la va conquerir i destruir perquè els seus habitants bhars havien matat a alguns sayyids i va construir una nova ciutat que es va dir Sultanpur. Al segle xix va entrar en decadència sota els nawabs d'Oudh, estat que fou annexionat pels britànics el 1856. El 1857, en el motí, va quedar totalment destruïda a causa del comportament dels seus habitants. El 1858 un destacament britànic va quedar estacionat a la ciutat però les tropes foren retirades el 1861. La moderna ciutat ocupa el lloc de l'antic cantonment. El 1884 es va constituir la municipalitat.